# 請西
請西（じょうざい）は、千葉県木更津市の木更津地区にある大字及び町丁。現行行政地名は大字請西と請西一丁目から請西四丁目。郵便番号は292-0801。

## 概要
木更津駅から約1kmほどにあり、北部には国道16号が東西を貫く。請西一丁目から請西四丁目が住居表示が実施されている。住宅地区として栄えているが、土地区画整理事業の実施が多く行われたため、請西東、請西南、真舟、千束台などを分離している。

## 地理
木更津市の中央部にある。北は太田及び東太田、東は矢那、南は請西東・請西南・真舟及び千束台、西は桜町・幸町及び文京と接する。

## 世帯数・人口
2022年4月1日現在の世帯数及び人口の詳細は以下の通りである。
| 町丁字     | 世帯数    | 人口    | 面積     |
| ---------- | --------- | ------- | -------- |
| 請西       | 637世帯   | 1,371人 | 103.3ha  |
| 請西一丁目 | 386世帯   | 720人   | 25.98ha  |
| 請西二丁目 | 427世帯   | 918人   | 21.72ha  |
| 請西三丁目 | 444世帯   | 826人   | 14.09ha  |
| 請西四丁目 | 297世帯   | 563人   | 8.43ha   |
| 合計       | 2,191世帯 | 4,398人 | 173.52ha |

## 施設
- 木更津市立請西小学校
- 木更津市立木更津第二中学校
- 千束台共同墓地
- ニトリ木更津店
- 木更津自動車学校
- 請西城跡
- 請西陣屋跡

## 交通

### 鉄道
- JR東日本内房線木更津駅

### バス
- 日東交通

### 道路
- 国道16号